# Carlos Benjamín Jordán Cólera
Carlos Benjamín Jordán Cólera   (17 d'abril de 1964) és un lingüista i professor universitari aragonès.
Doctorat en filologia clàssica per la Universitat de Salamanca el 1992, a partir del 1989 va exercir la docència a la Universitat de Saragossa. Des del 2018 hi és catedràtic de Lingüística indoeuropea. La seva investigació se centra en la hidrotoponímia antiga indoeuropea i en les llengües paleohispàniques, particularment el celtibèric. És director de la revista Palaeohispanica, una de les primeres especialitzades en la Ibèria preromana, i participa també en el grup de recerca que desenvolupa el banc de dades «Hesperia», dedicat a la catalogació de tots els documents relacionats amb les llengües preromanes de l'antiga Ibèria.

## Obres
- Lengua y epigrafía celtibérica. Zaragoza: Prensas de la Universidad de Zaragoza, 2019.[7]
- Celtiberian: language, writing, epigraphy. Zaragoza: Prensas de la Uniuversidad de Zaragora, 2017 (amb Francisco Beltrán).
- Lenguas, genes y culturas en la prehistoria de Europa y Asia Suroccidental. Salamanca: Ediciones Universidad de Salamanca, 2011. (amb F. Villar, B.Mª Prósper i MªP. Fernández).
- Celtibérico. Saragossa: Universidad de Zaragoza, 2004.- Monografías de Filología Griega.[8]
- Introducción al celtibérico. Zaragoza: Universidad de Zaragoza, 1998.[9]
- Nueva revisión y valoración de isófonas e isomorfas compartidas por itálico y griego. Saragossa: Universidad de Zaragoza, 1993. 84-600-8663-1[10]